# Alex Fiorio
Alessandro "Alex" Fiorio, född den 10 mars 1965, är en italiensk före detta rallyförare.

## Rallykarriär
Fiorio, son till Cesare Fiorio (stallchef i Scuderia Ferrari under en period på slutet av 1980-talet och början av 1990-talet) började tävla i Rally-VM 1986. Han tog sina första poäng 1987, då han slutade sjua totalt i mästerskapet. De två följande åren var Fiorios bästa i karriären. Han vann visserligen inte mästerskapet, men blev trea 1988 och tvåa 1989. Det remarkabla var att han inte van et enda rally under de två åren, och sedermera lyckades han inte vinna under hela karriären, vilket är remarkabelt för en förare som blivit tvåa i VM. Efter en niondeplats 1990 tog Fiorio aldrig mer några pallplatser, och körde mest i produktionsbilar. Han avslutade sin tävlingskarriär i VM 2002.